# Irene Eijs
Irene Eijs, född den 16 december 1966 i Wassenaar i Nederländerna, är en nederländsk roddare.
Hon tog OS-brons i dubbelsculler i samband med de olympiska roddtävlingarna 1996 i Atlanta.